# Trois-Ponts
Trois-Ponts (valonă Troes-Ponts, în traducere Trei Poduri) este o comună francofonă din regiunea Valonia din Belgia. Comuna este formată din localitățile Basse-Bodeux, Fosse și Wanne. Suprafața totală a comunei este de 68,90 km². La 1 ianuarie 2008 comuna avea o populație totală de 2.529 locuitori. 